# Guillermo Latorre
Guillermo Latorre (Quito, 1896-1986), también conocido como el Loco Latorre, fue un caricaturista ecuatoriano recordado por sus numerosas caricaturas políticas en que atacaba a la clase burguesa ecuatoriana y a los sectores conservadores de la época.
Realizó sus estudios en la Escuela de Bellas Artes de Quito, contando entre sus profesores a Paul Bar y a José María Roura Oxandaberro.
Junto a los artistas Carlos Andrade Moscoso, Enrique Terán, Efraín Diez, Jorge Diez, Galo Galecio, Alberto Coloma y Nicolás Delgado, fundó en 1918 la revista Caricatura. También colaboró en la revista quiteña de tendencia vanguardista Hélice, junto a personalidades como Camilo Egas, Raúl Andrade, Gonzalo Escudero y Jorge Carrera Andrade.
Realizó ilustraciones de varias obras literarias, entre las que se cuentan las portadas del poemario Latitudes (1934), de Jorge Carrera Andrade, y de la novela Débora (1927), de Pablo Palacio, además de la contratapa del libro En la ciudad he perdido una novela... (1930), de Humberto Salvador.
En 1934 obtuvo el Premio de Caricatura Mariano Aguilera con la obra Cosecha.